# Linia kolejowa 80 Budapest – Hatvan – Miskolc – Sátoraljaújhely
Linia kolejowa Budapest – Hatvan – Miskolc – Sátoraljaújhely – główna linia kolejowa na Węgrzech. Linia do stacji Mezőzombor jest dwutorowa i zelektryfikowana, sieć trakcyjna jest zasilana prądem przemiennym 25 kV 50 Hz. Jest to jedna z najdłuższych linii na ziemi węgierskiej.

## Historia
Linia została oddana w 1872 roku, jest to część pierwsza Pierwszej Węgiersko-Galicyjskiej Kolei Żelaznej, łącząca Wiedeń, Budapeszt, z Przemyślem i Lwowem. 3 września 1948 oddano do użytku odbudowany drugi tor linii między Budapesztem i Miszkolcem.

## Szybkości na linii
- Budapest Keleti – Hatvan szybkość 100 km/h
- Hatvan – Miskolc szybkość 120 km/h
- Szerencs – Mezőzombor szybkość 60 km/h
- Mezőzombor – Sátoraljaújhely szybkość 80 km/h